# Tinco Martinus Lycklama à Nijeholt (1766-1844)
Tinco Martinus Lycklama à Nijeholt (Leeuwarden, 4 oktober 1766 – aldaar, 20 februari 1844) was een Nederlandse politicus.

## Familie
Lycklama à Nijeholt, lid van de familie Lycklama à Nijeholt, was een zoon van Augustinus Lycklama à Nijeholt (1742-1789), grietman van Utingeradeel, en Susanna thoe Schwartzenberg en Hohenlansberg (1736-1799). Hij trouwde met Elisabeth Helena thoe Schwartzenberg en Hohenlansberg (1767-1803) en na haar overlijden met Francina Johanna Blomkolk (1783-1842). Uit het eerste huwelijk werden zeven kinderen geboren, uit het tweede zes. Zijn zoons Augustinus Georg (1794-1828), Wilco Holdinga (1801-1872), George Wolfgang Franciscus (1808-1875) en Jan Anne Lycklama à Nijeholt (1809-1891) bekleedden diverse politieke functies.
Lycklama à Nijeholt bewoonde de Andringastate in Oldeboorn. Hij werd per 20 december 1817 verheven in de Nederlandse adel, met het predicaat jonkheer.

## Loopbaan
Lycklama à Nijeholt studeerde vanaf 1782 aan de Franeker Academie, maar rondde de studie niet af. Hij werd grietman van Ooststellingwerf (1788-1790) en volmacht in de Staten van Friesland (1789-1795). Hij volgde zijn overleden vader op als grietman van Utingeradeel (1790-1795). Na de inval van de Fransen, werden in 1795 de grietmannen uit hun ambt ontzet.
Hij werd in 1802 lid van het departementaal bestuur van Friesland, drost van Utingeradeel en Haskerland (1806-1807). Hij was kwartierdrost (1807-1811) en sous-prefect (1811-1814) in het arrondissement Heerenveen. Hij werd benoemd tot lid van de Vergadering van Notabelen (1814) en was vervolgens lid van de Staten-Generaal der Verenigde Nederlanden (1814-1815) en lid van de Tweede Kamer der Staten-Generaal (1815-1831). Hij was daarnaast lid (1825-1833) en voorzitter (1833-1844)van de Ridderschap van Friesland. Van 20 oktober 1835 tot aan zijn overlijden was hij ten slotte lid van de Eerste Kamer der Staten-Generaal.
- Biografisch Portaal: 24280758
- Digitale Bibliotheek voor de Nederlandse Letteren: lyck017
- Parlement.com: vg09llqrn2tr
- Virtual International Authority File: 2751155466468702160006
- WorldCat: E39PBJwMGPpyvvqxqdh8Yw86Kd